# Amada Rosa Pérez
Amada Rosa Pérez Domínguez (Corozal, 2 de agosto de 1977) é uma ex-modelo e atriz de televisão colombiana, reconhecida por atuar na novela La costeña y el cachaco.

## Biografia
Passou sua infância em Corozal, Sucre e não pensava na carreira de  modelo já que seu sonho era ser rainha, portanto participava em concursos de beleza que se organizavam em seu bairro ganhando sempre e recebendo como premeio uma coroa de brinquedo e uma chocolatina, mas apesar disso não se sentia bonita, passando muito tempo em frente ao espelho.
Aos 15 anos, ele terminou a escola e foi para a cidade de Bogotá para estudar medicina, mas percebeu que essa não era sua vocação devido à proximidade dessa profissão com a morte, por isso mudou de carreira escolhendo estudar Administração. Empresas de turismo na cidade de Cartagena.

### Carreira de modelo
Alguns amigos fizeram-na cair em conta da semelhança que tinha com a modelo alemã Claudia Schíffer nesse momento começou sua carreira no modelo. Começou em Cartagena fazendo um curso de modelo a escondidas de seus pais. Depois trabalhou em comerciais de televisão, desfiles e campanhas publicitárias. Seus pais inteiraram-se que trabalhava como modelo quando ganhou o concurso de Garota Águia em 1996, ao ano seguinte ganhou o concurso A modelo do ano depois recebeu de mãos de María José Barraza o título de Garota Med, o que lhe deu grande reconhecimento no ano 1999, Depois a nomearam Garota Quarta-feira, em Barranquilla. Depois disto trabalhou com Wilhemina em Miami, Sardinia, Milan, Veneza e Avon em Nova Camisola. Tem desfilado para Hernán Zajar,  Escada, Silvia Tcherassi, Francesca Miranda, Oscar da Renda entre outros.

### Inconvenientes na profissão
Enquanto trabalhava em Milan cumprindo com dois meses de contratos de modelo, deu-se conta do ambiente que se vive dentro do grêmio do modelo o qual a encheu de pavor e a fez chorar por muito tempo.
Numa festa encontrou meninas de 15 anos entregadas ao álcool, as drogas e o sexo. A maioria eram checas, italianas, holandesas e do norte de Europa. Assegura que ali o trato entre agentes, clientes e modelos se baseia nessas coisas, que para ela a suas 24 anos não era usual e sentia que não era correto.
Também se deu conta que na Europa os casos são dramáticos já que nas agências há modelos com contratos sexuais.
 

### Carreira na televisão
Em 1993 trabalha na televisão na série Pais e filhos com os atores Luz Stella Luengas, Ana Victoria Beltrán e Luis Eduardo Motoa. Em 1999 participou na telenovela Eu sou Betty, a feia.  
Em 2003 protagoniza a telenovela La costeña y el cachaco com Jorge Enrique Abello, Geraldine Zivic, Ernesto Benjumea, Diego Trujillo e Carmenza Gómez. Em 2005 participou na telenovela Voo 1503 com Maritza Rodríguez, Juan Pablo Gamboa, Alina Lozano, Álvaro Bayona e Juan Carlos Vargas. Em 2006 participou por última vez numa telenovela (Lorena, com Coraima Torres, Diego Ramos, María Cecilia Botero e Orlando Miguel). 
Em 2007 retira-se definitivamente da atuação por problemas com seu ouvido direito, depois revelou-se que sofria de uma malformação auditiva. Em 2012 trabalha como servidora pública do despacho da Procuradoria Geral da Nação. 
Em 2013, aparece no filme-documentário Mary's Land, onde conta a história de seu regresso ao catolicismo.

### Problemas de saúde
Ele nasceu com uma malformação no ouvido, por isso teve uma redução auditiva de 40% na orelha esquerda. Por orientação de seus pais, procurou assistência médica com especialistas para solucionar seu problema de saúde, depois de visitar vários médicos otorrinolaringologistas e concluíram vários exames, que ela tinha que se submeter a uma cirurgia para saber que estava obstruindo sua audição em um dos melhores momentos de sua carreira profissional. Inicialmente, ele rejeitou a opção de operação e procurou outra opinião com outro médico para ajudá-la a resolver seu problema, por isso foi submetido a uma cirurgia chamada timpanoplastia, na qual se saiu muito bem, removendo um pedaço de cartilagem e recebendo enxerto timpânico. Inicialmente, ela se sentiu tonta e ouviu muito mais alto os sons mais suaves e algumas inflamações, por alguns dias, mas infelizmente sua audição não melhorou e meses depois ele começou a sentir tonturas e dores de cabeça excruciantes, seu ouvido sangrava e escorria durante as gravações de o romance Lorena e o médico me avisaram que era necessária uma segunda cirurgia, mas no tempo era impossível; portanto, no tempo livre, eles realizavam microcirurgias ambulatoriais para controlar a infecção. Depois disso, a cirurgia foi possível, mas os sintomas reapareceram, aparentemente não foi o procedimento adequado. Devido a isso, ele sofreu uma depressão severa e decidiu consultar o médico Luis Felipe Mora, que mudou o tratamento e decidiu remover as amígdalas, pois estavam muito comprometidas devido a tanto tempo de infecção. O Dr. Luis Felipe Mora, juntamente com o neuro-otologista Martín Fernández, removeram o tumor que havia afetado a orelha, observando uma melhora na sua saúde auditiva.

## Filmografia

### Televisão
| Televisão | Televisão               | Televisão         |
| Ano       | Título                  | Personagem        |
| --------- | ----------------------- | ----------------- |
| 2006      | Lorena                  | Rebeca de Ferro   |
| 2005      | Voo 1503                | Paramédica        |
| 2003      | La costeña y el cachaco | Sofía Granados    |
| 1999      | Yo soy Betty, la fea    | Actuação especial |
| 1993      | Padres e hijos          | Luzia             |

### Cinema
| Cinema | Cinema        | Cinema     |
| Ano    | Título        | Personagem |
| ------ | ------------- | ---------- |
| 2013   | "Mary's Land" | Ela mesma  |